# Gesetzbuch von Kalantiaw
Das Gesetzbuch von Kalantiaw ist eine Legende, die aus der Region des heutigen Provinz Negros Occidental stammt und von einem Gesetzbuch handelt, das ursprünglich in der Maragtas-Legende eingebettet war. Die Legende besagt, dass der Datu Kalantiaw um das Jahr 1433 ein Gesetzbuch mit 18 Artikeln verfasst haben soll. Die Legende wurde erstmals von dem Priester José María Pavón in einem zweibändigen Manuskript erwähnt, das um 1838 niedergeschrieben wurde. Sie trägt den Namen Las antiguas leyendes de la Isla de Negros (Die alten Legenden von der Insel Negros). Die Originalerzählung soll von einem Don Marcelio Orfila von Zaragoza aus dem Jahre 1614 stammen, der sie wiederum von einem Datu von der Insel Panay erhalten haben soll.

## Kontroverse
Die Authentizität des Gesetzbuches von Kalantiaw ist höchst umstritten, da das von Don Marcelio Orfila von Zaragoza geschriebene Manuskript nicht auffindbar ist und auch seine Person in den spanischen Archiven nicht nachgewiesen werden kann. Die erste Druckausgabe erschien 1913 unter dem Titel Civilización prehispana published in Renacimiento Filipino. Darin werden 16 Artikel vermerkt und es wird berichtet, dass König Kalantiaw im Jahr 435 nach Christus ein zerstörtes Fort in Gagalangin habe wieder aufbauen lassen. Vielfach wird die Authentizität der Legende angezweifelt, da erst 16, später 17 und heute 18 Artikel in dem Gesetzbuch stehen. Auch wanderten die Orte der Geschichte vom Süden von Panay auf die Insel Negros und später an die Nordspitze der Insel Panay, der heutigen Provinz Aklan, wo nach der offiziellen philippinischen Version der Regierungssitz des Datu Kalantiaw in der Gemeinde Banga gelegen haben soll.
Da die Geschichte der Legende des Gesetzbuches von Kalantiaw erst 1913 publiziert wurde, wird von modernen Historikern angenommen, dass sie erfunden wurde, um der jungen philippinischen Nation eine vorkoloniale Geschichte zu geben. Wie bei den Maharlikas wurde ein nationaler Mythos um das Gesetzbuch von Kalantiaw gewoben.
Auf die Spitze getrieben wurde die Legende durch den Diktator Marcos. So stiftete er 1971 zur Ehrung von Verdienste für die nationale Rechtsordnung einen gleichnamigen Orden. Zwei Jahre später ließ er eine Gedenkstätte errichten, deren Gelände als heilig zu behandeln sei. Diese Kalantiaw-Gedenkstätte steht auch in Zusammenhang mit der von ihm initiierten politischen Sammelbewegung Bagong Lipunan (Neue Gesellschaft).